# Saut en longueur féminin aux championnats du monde d'athlétisme 1995
Navigation
Stuttgart 1993 Athènes 1997
L'épreuve du saut en longueur féminin des championnats du monde d'athlétisme 1995 s'est déroulée les 5 et 6 août 1995 à l'Ullevi Stadion de Göteborg, en Suède. Elle est remportée par l'Italienne Fiona May.

## Résultats

### Finale
| Rang               | Athlète              | Pays             | Essais | Essais | Essais | Essais | Essais | Essais | Marque | Notes |
| Rang               | Athlète              | Pays             | 1      | 2      | 3      | 4      | 5      | 6      | Marque | Notes |
| ------------------ | -------------------- | ---------------- | ------ | ------ | ------ | ------ | ------ | ------ | ------ | ----- |
| Médaille d'or      | Fiona May            | Italie           | 6.93   | X      | 6.87   | X      | 6.64   | 6.98   | 6,98 m |       |
| Médaille d'argent  | Niurka Montalvo      | Cuba             | 6.42   | X      | 6.70   | 6.62   | X      | 6.86   | 6,86 m |       |
| Médaille de bronze | Irina Mushailova     | Russie           | 6.75   | 6.52   | 6.82   | X      | 6.76   | 6.83   | 6,83 m |       |
| 4                  | Olga Rublyova        | Russie           | 6.61   | 6.65   | 6.78   | 6.77   | 6.68   | 6.31   | 6,78 m |       |
| 5                  | Valentina Uccheddu   | Italie           | X      | 6.76   | X      | X      | 6.74   | 6.40   | 6,76 m |       |
| 6                  | Jackie Joyner-Kersee | États-Unis       | 6.74   | X      | 6.69   | 6.25   | 6.59   | 6.46   | 6,74 m |       |
| 7                  | Agata Karczmarek     | Pologne          | X      | 5.57   | 6.71   | 5.96   | 6.71   | 6.56   | 6,71 m |       |
| 8                  | Viktoriya Vershynina | Ukraine          | X      | 6.66   | X      | 6.62   | 3.56   | 6.41   | 6,66 m |       |
| 9                  | Heike Drechsler      | Allemagne        | X      | X      | 6.64   |        |        |        | 6,64 m |       |
| 10                 | Inessa Kravets       | Ukraine          | X      | 6.57   | X      |        |        |        | 6,57 m |       |
| 11                 | Olena Khlopotnova    | Ukraine          | X      | 6.53   | 6.31   |        |        |        | 6,53 m |       |
| 12                 | Chantal Brunner      | Nouvelle-Zélande | X      | X      | 6.43   |        |        |        | 6,43 m |       |
| —                  | Jackie Edwards       | Bahamas          | X      | X      | X      |        |        |        | NM     |       |

## Légende
Records et Performances
- AR : Record continental (area record)
- CR : Record des championnats (championship record)
- MR : Record du meeting (meet record)
- NR : Record national (national record)
- OR : Record olympique (olympic record)
- PR : Record paralympique (paralympic record)
- PB : Record personnel (personal best)
- SB : Meilleure performance personnelle de la saison (season's best)
- WL : Meilleure performance mondiale de l'année (world leader)
- WJR : Record du monde junior (world junior record)
- WR : Record du monde (world record)

Circonstances et Conditions
- DNF : N'a pas terminé (did not finish)
- DNS : N'a pas pris le départ (did not start)
- DQ : Disqualification (disqualification)
- NM : Aucun essai valable enregistré (No Mark)
- Q : Qualifié « directement » au prochain tour (ou à la prochaine compétition), lors d'une compétition majeure, grâce au classement ou à la réalisation des minima (automatic qualifier)
- q : Qualifié au prochain tour (ou à la prochaine compétition), lors d'une compétition majeure, grâce au repêchage ou à la réalisation de l'une des meilleures performances parmi celles des « non qualifiés directement » (grâce au meilleur temps ou à la meilleure distance par exemple) (secondary qualifier)